# Mel Purcell
Mel Purcell (Joplin, 18 luglio 1959) è un ex tennista statunitense.

## Carriera
Nel 1980 conquista un titolo NCAA in doppio giocando per l'Università del Tennessee e nello stesso anno vince il premio come miglior esordiente assegnato dall'ATP.
A fine anno raggiunge la ventunesima posizione mondiale e nel 1981 conquista tre titoli in singolare. Nel doppio riesce a vincere quattro titoli in carriera ed arriva alla top-50 mondiale nell'agosto 1984.
Nei tornei dello Slam ha raggiunto i quarti di finale a Wimbledon 1983, al Roland Garros 1981 insieme a Vincent Van Patten e la semifinale nel doppio misto con Paula Smith durante gli US Open 1981.

## Statistiche

### Singolare

#### Vittorie (3)
| N. | Data           | Torneo                  | Superficie | Avversario in finale | Punteggio     |
| 1. | 9 marzo 1981   | Tampa Open, Tampa       | Cemento    | Jeff Borowiak        | 4–6, 6–4, 6–3 |
| 2. | 17 agosto 1981 | Atlanta Open, Atlanta   | Cemento    | Gilles Moretton      | 6–4, 6–2      |
| 3. | 5 ottobre 1981 | Tel Aviv Open, Tel Aviv | Cemento    | Per Hjertquist       | 6–1, 6–1      |

### Doppio

#### Vittorie (4)
| N. | Data            | Torneo                                       | Superficie  | Compagno        | Avversari in finale           | Punteggio |
| 1. | 25 gennaio 1982 | Delray Beach WCT, Delray Beach               | Terra rossa | Eliot Teltscher | Tomáš Šmíd Balázs Taróczy     | 6–4, 7-6  |
| 2. | 17 maggio 1982  | Internazionali di Baviera, Monaco di Baviera | Terra rossa | Chip Hooper     | Tian Viljoen Danie Visser     | 6–4, 7–6  |
| 3. | 17 ottobre 1983 | Vienna Open, Vienna                          | Sintetico   | Stan Smith      | Marcos Hocevar Cássio Motta   | 6–3, 6–4  |
| 4. | 26 ottobre 1987 | Vienna Open, Vienna                          | Sintetico   | Tim Wilkison    | Emilio Sánchez Javier Sánchez | 6-3, 7-5  |